# Fresnes-lès-Montauban
Fresnes-lès-Montauban è un comune francese di 544 abitanti situato nel dipartimento del Passo di Calais nella regione Alta Francia.

## Società

### Evoluzione demografica
Abitanti censiti